# 李芃
李芃（722年—785年10月3日），字茂初，赵郡平棘（今河北省赵县）人，唐朝大臣。
李芃初任上邽主簿，历任大理评事，摄监察御史、山南东道观察支使。严武任京兆尹时，推荐李芃担任长安尉。李勉任江西观察使，以李芃为秘书郎兼监察御史。唐代宗永泰初年，李芃转任兼任殿中侍御史。宣州、饶州二州方清、陈庄聚众为盗。李芃请在秋浦设州。李勉上报唐代宗，获准，分宣州的秋浦、青阳等地设置池州，以李芃摄行刺史事兼侍御史。魏少游担任江西观察使，李芃检校虞部员外郎，兼任都团练副使。李芃摄江州刺史，担任永平军节度使的李勉保举他为检校工部郎中、兼侍御史，摄陈州刺史。汴州守将李灵曜作乱时，李芃担任亳州防御使。
唐德宗继位，李芃担任检校太常少卿]、御史中丞、河阳三城镇遏使。以河阳节度使路嗣恭的副职，进升为检校左庶子、河阳三城怀州节度观察使。魏博节度使田悦反唐，唐朝命李芃率领河阳军讨伐。李芃率军攻克新乡、共城，包围卫州。次年，李芃与河东节度使马燧率军在洹水之战击败田悦，加检校兵部尚书，封开阳郡王，实封一百户。李芃进军魏州围困田悦，魏将符璘等率军五百归降。泾原之乱后，李芃回镇。
兴元初年，李芃任检校右仆射，因病辞官。贞元元年八月二十六日（785年10月3日），李芃去世，年六十四岁，唐德宗废朝一日，追赠为太子太保。